# Série 2300 da CP
A Série 2300 refere-se a um tipo de automotora a tracção eléctrica, utilizada pela operadora Comboios de Portugal nos serviços urbanos de Lisboa, em Portugal.

## História
Em 1991, foi encomendada à empresa alemã Siemens a entrega de 42 automotoras para a Linha de Sintra; este contrato, com um valor de 440 milhões de marcos, estipulava que as unidades deveriam entrar todas ao serviço dentro de 5 anos, devendo a primeira ser entregue em meados de 1992. A viagem inaugural destas automotoras decorreu no dia 30 de setembro de 1992. Neste dia, houve duas circulações especiais: uma entre as estações de Sintra e do Cacém, a bordo de uma UTE da Série 2000, e outra entre o Cacém e o Rossio, já através das novas unidades quádruplas elétricas (UQE). Durante a viagem, aproveitou-se para fazer uma visita às obras de modernização da Linha de Sintra.
A construção das caixas e bogies deveria ser entregue à casa Sociedades Reunidas de Fabricações Metálicas, enquanto que o equipamento eléctrico, do qual 33% seria construído em território nacional, seria fornecido pela Siemens; as automotoras deveriam ter a composição motora-reboque-reboque-motora, sendo as unidades tractoras equipadas com motores trifásicos.
O design dos interiores e exteriores, concebido em 1991-1994, é da autoria do artista José Santa-Bárbara, no âmbito do seu trabalho de décadas na C.P. Este projeto, que constituiu a primeira grande experiência de design levada a cabo em material circulante ferroviário em Portugal, teve um considerável sucesso, tendo sido premiado com um prémio nacional de design a com o prémio especial do júri do European Community Design Prize (o primeiro prémio internacional de design recebido por uma companhia portuguesa).
Construídas pelo consórcio Sorefame-Siemens, foram submetidas a várias provas em 1992, tendo as primeiras unidades entrado ao serviço no mesmo ano, para substituir as automotoras da Série 2000/2050/2080 na Linha de Sintra; este processo inseriu-se no âmbito de um programa de modernização de infra-estruturas e material circulante da operadora Caminhos de Ferro Portugueses, que se concentrou, principalmente, nos serviços urbanos em Lisboa e no Porto. Em 1994, ainda se encontravam a ser construídas algumas unidades desta série, nas instalações das Sociedades Reunidas de Fabricações Metálicas.

## Caracterização

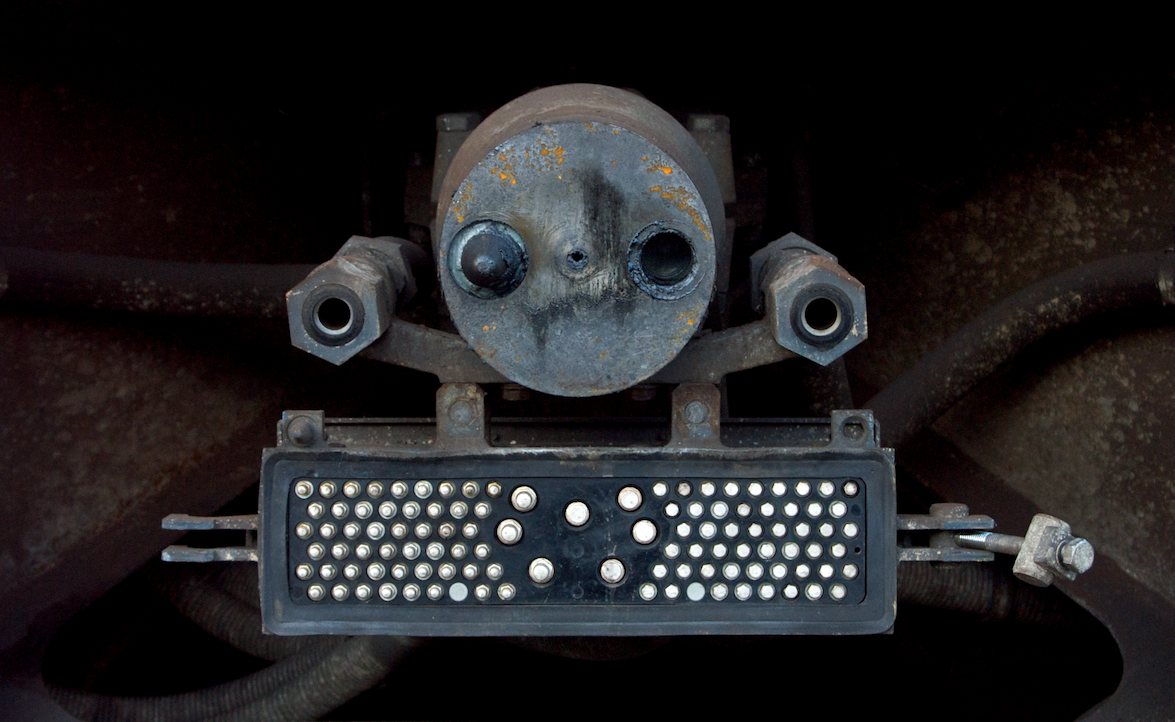
Pormenor do engate rígido, para ligação entre carruagens da Série 2300.

### Descrição física
Apresentam uma caixa construída quase na sua totalidade em aço inoxidável, com as frentes das motoras em fibra de vidro; os materiais utilizados no revestimento interior respeitam as normas internacionais contra incêndios. os motores são trifásicos, com uma transmissão de engrenagens e controlo de velocidade regulado por um microprocessador. O interior é bastante amplo, funcional e iluminado, sendo o acesso efectuado por portas de acesso de grandes dimensões, com 1300 mm de largura; as portas dispõem de um sistema que impede o movimento das automotoras, quando se encontram abertas. Devido ao facto de terem sido construídos para serviços de natureza urbana, não dispõem de lavabos, e os lugares são todos de classe única; a comunicação do condutor para os passageiros é efectuada por um sistema visual e sonoro.

### Serviços
Atualmente realizam serviços suburbanos nas Linhas de Sintra, Azambuja e Sado.
 

Entre meados de 2008 e julho de 2014, operou na Linha do Sado, substituíndo na altura as automotoras triplas da série 0600/0650, operando nesta linha até ser substituídas pelas automotoras da série 2240, cenário que manteve-se até dezembro de 2024, quando as automotoras desta série voltaram à Linha do Sado, inicialmente operando conjuntamente com as 2240, substituindo-as completamente a partir de 15 de dezembro, aumentando a oferta da linha..

## Ficha técnica
- Características de exploração
  - Ano de entrada ao serviço: 1992[7][8]

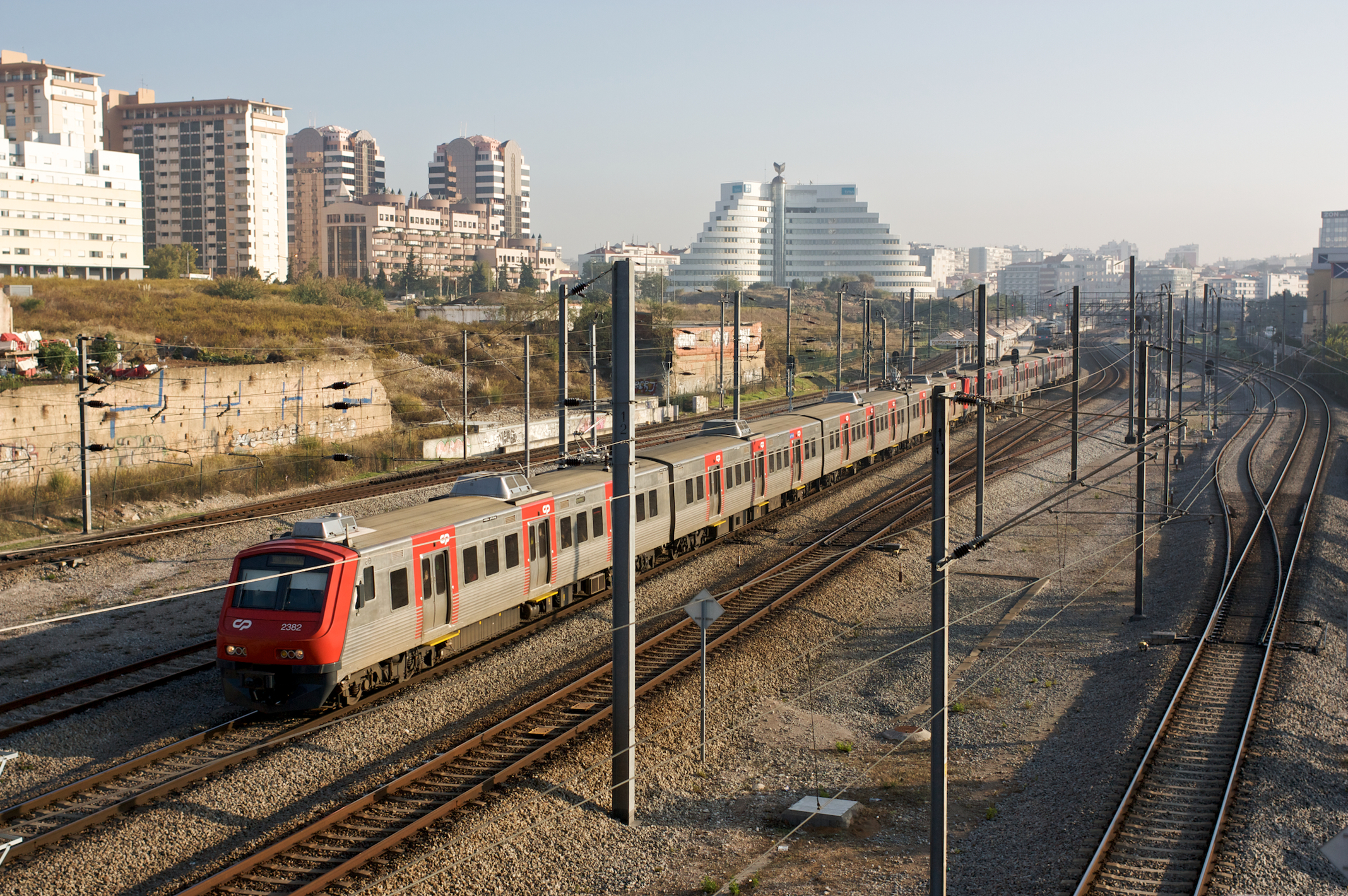
Automotoras da Série 2300, junto a Entrecampos, em 2010.

  - Número de unidades construídas: 42 (2301 a 2342 e 2351 a 2392)[7]
  - Número de unidades operacionais: 42[8]
- Dados gerais
  - Fabricante: Sorefame - Siemens[7]
  - Tipos de composição: Unidade Múltipla Quádrupla (motora + reboque + reboque + motora)[1]
  - Comprimento total: 95,6 metros[5]
- Transmissão
  - Tipo: Eléctrica assíncrona[8]
- Motores de tracção
  - Tipo: Trifásicos[5]
  - Potência: 3100 kW[7]
  - Esforço de tracção: 278 kN[7]
  - Tipo de tracção: Eléctrica[7]
  - Voltagem: 25 kV 50 Hz[7]
- Características de funcionamento
  - Velocidade máxima: 120 km/h[8]
- Lotação
  - Classe única
    - Sentados: 316[5]
    - De pé: 550[5]

### Lista de material
| :  | qt. | estado     |
| -- | --- | ---------- |
| ✔︎  | 42  | ao serviço |
| 42 | 42  | (total)    |

Atualizado em: 19/08/2025
| №    | : | a    | observações |
| ---- | - | ---- | --- |
| 2301 | ✔︎ | 1992 | |
| 2302 | ✔︎ | 1992 | |
| 2303 | ✔︎ | 1992 | |
| 2304 | ✔︎ | 1992 | |
| 2305 | ✔︎ | 1992 | Quinta unidade 2300 com 3º farol central. |
| 2306 | ✔︎ | 1992 | Terceira unidade 2300 com 3º farol central. |
| 2307 | ✔︎ | 1992 | |
| 2308 | ✔︎ | 1992 | |
| 2309 | ✔︎ | 1992 | Segunda unidade 2300 com 3º farol central. |
| 2310 | ✔︎ | 1992 | |
| 2311 | ✔︎ | 1992 | Possui 3º farol frontal. |
| 2312 | ✔︎ | 1992 | |
| 2313 | ✔︎ | 1992 | |
| 2314 | ✔︎ | 1992 | |
| 2315 | ✔︎ | 1992 | |
| 2316 | ✔︎ | 1992 | Possui 3º farol frontal. Iluminação 100% LED |
| 2317 | ✔︎ | 1992 | Possui 3º farol frontal. |
| 2318 | ✔︎ | 1993 | Primeira unidade 2300 com 3º farol central. |
| 2319 | ✔︎ | 1992 | Possui 3° farol frontal. |
| 2320 | ✔︎ | 1992 | |
| 2321 | ✔︎ | 1992 | Quarta unidade 2300 com 3º farol central. |
| 2322 | ✔︎ | 1992 | |
| 2323 | ✔︎ | 1992 | Possui 3º farol frontal. |
| 2324 | ✔︎ | 1992 | |
| 2325 | ✔︎ | 1992 | |
| 2326 | ✔︎ | 1994 | Fora de serviço de 2008 a agosto de 2010; outubro de 2010 a outubro de 2013; abril de 2014 até dezembro de 2020. Em serviço desde dezembro de 2020. |
| 2327 | ✔︎ | 1992 | Com revisão R2. Equipada com 3º farol |
| 2328 | ✔︎ | 1992 | |
| 2329 | ✔︎ | 1992 | |
| 2330 | ✔︎ | 1992 | |
| 2331 | ✔︎ | 1992 | |
| 2332 | ✔︎ | 1992 | |
| 2333 | ✔︎ | 1992 | |
| 2334 | ✔︎ | 1995 | Encostada entre 2012 e 2013. |
| 2335 | ✔︎ | 1992 | |
| 2336 | ✔︎ | 1992 | |
| 2337 | ✔︎ | 1992 | Encostada entre 2024 e 2025 por falta de peças. |
| 2338 | ✔︎ | 1992 | |
| 2339 | ✔︎ | 1992 | |
| 2340 | ✔︎ | 1992 | |
| 2341 | ✔︎ | 1992 | |
| 2342 | ✔︎ | 1992 | |